# Merkén
 (février 2017).
Si vous disposez d'ouvrages ou d'articles de référence ou si vous connaissez des sites web de qualité traitant du thème abordé ici, merci de compléter l'article en donnant les références utiles à sa vérifiabilité et en les liant à la section « Notes et références ».

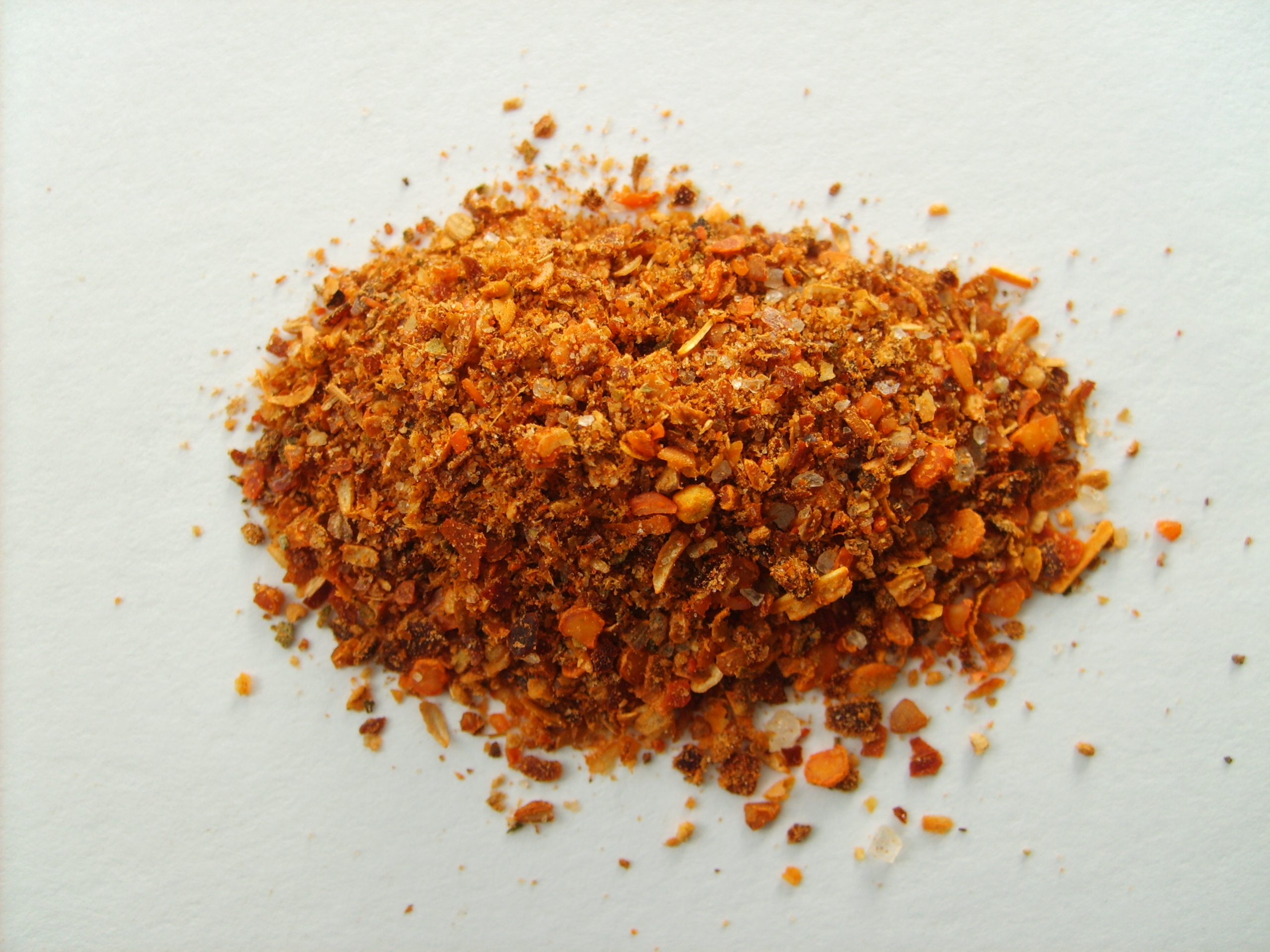
Merkén moulu.

Le merkén ou merquén (du mapudungun medkeñ ou merkeñ) est un condiment à base de piment (ou chili, appelé localement ají) fumé souvent mélangé à d’autres ingrédients lorsqu’il est sous forme moulue. C’est un élément traditionnel de la cuisine mapuche au Chili et dans d’autres régions des Andes.

## Ingrédients

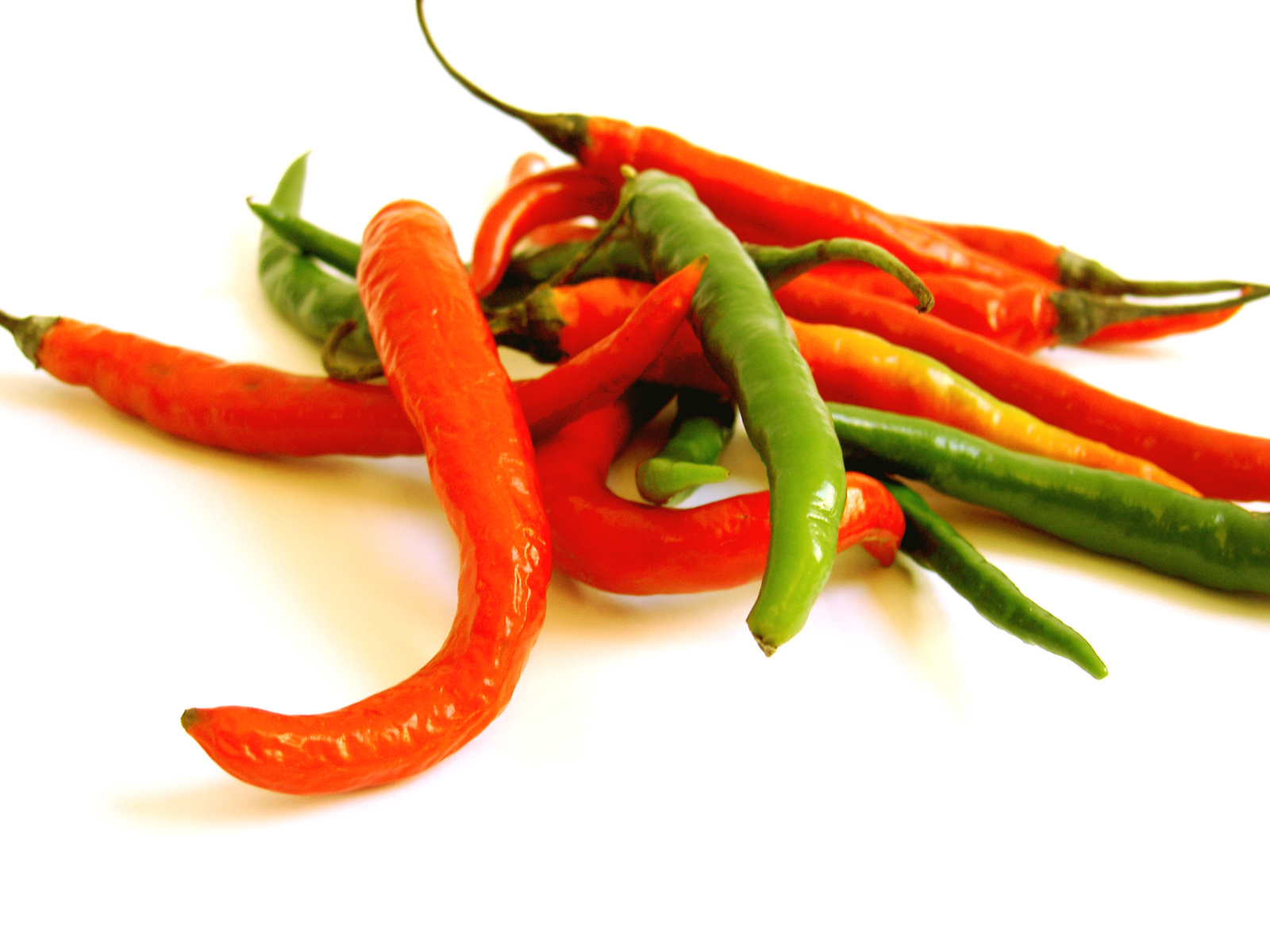
Piments cacho de cabra (Capsicum Annuum var. Lungum), utilisés pour la préparation du merkén.

L'ingrédient de base du merkén est le piment de la variété cacho de cabra (c'est-à-dire « corne de chèvre » ; Capsicum Annuum var. Lungum) arrivé à maturité : le piment rouge est séché, puis fumé et réduit en poudre, et parfois mélangé avec des graines de coriandre (Coriandrum sativum) grillées et à du sel.
Le procédé traditionnel de fabrication est lent car il faut récolter les piments verts puis les laisser mûrir jusqu'à prendre une couleur rouge intense. Les piments sont séchés naturellement au soleil puis fumés au feu de bois. Ils sont ensuite suspendus pour finir de sécher avant d’être moulus. Une fois réduits en poudre ou en fins flocons, les piments sont souvent mélangés avec du sel et des graines de coriandre grillées et moulues. Sur les marchés, le merkén composé uniquement de piments et de sel est appelé merkén natural alors que celui contenant des graines de coriandre est appelé merkén especial. Ce dernier se compose d’environ 70 % de chili, de 20 % de sel et de 10 % de graines de coriandre.

## Usage culinaire
Le merkén a pour origine la cuisine des Mapuches de la région d'Araucanie au Chili, mais est également répandu dans la cuisine chilienne en remplacement du piment frais. Depuis le début du XXIe siècle, le merkén a commencé à susciter l’intérêt des chefs professionnels et à trouver une place sur le marché international.
Le merkén est habituellement utilisé :
- comme un condiment général pour assaisonner des plats tels que les lentilles, les pommes de terre et les légumes sautés ;
- comme épice « à frotter » sur des poissons ou des viandes thon, agneau, porc, ou canard ;
- comme une épice à cuire pour les fruits de mer comme le crabe ;
- dans les ragoûts, les tartes salées et les purées ;
- dans les ceviches ;
- dans la fabrication des fromages au lait de vache ou de chèvre ;
- avec les cacahuètes et les olives salées.